# Мар'яна Ніколова
Мар'яна Ніколова — болгарська юристка і політикиня.

## Життєпис
Народилася 16 вересня 1975 року в Ботевграді. Закінчила середню школу з викладанням іноземних мов «Алєко Константинов» м. Правець з французьким профілем. Вищу освіту за спеціальністю «Право» отримала у Новому болгарському університеті зі ступенем магістра. Вона також має ступінь магістра «Публічне управління та адміністративні практики» та «Право Європейського Союзу» Софійського університету «Св. Климент Охридський», а також ступінь магістра «Управління економікою» ВТУ «Св. вул. Кирила і Мефодія» — Велико Тирново.
Пройшла низку тренінгів та спеціалізацій у країнах-членах ЄС, у тому числі отримала диплом за спеціальністю «Право Європейського Союзу», Франція; EIPA — Європейський інститут державного управління, Нідерланди; «HAUS» — Фінський інститут державного управління, Європейська академія оподаткування, економіки та права, Німеччина, а також в Австрії та Великій Британії. Бере участь у розробці чинних нормативних актів у сфері державної служби Республіки Болгарія.
Була адвокаткою Софійської адвокатської колегії, а також юрисконсультом «Топлофікація Софія ЕАД». Обіймає різні експертні посади в Міністерстві державного управління та адміністративної реформи. Обіймає керівні посади, в тому числі директора Директорату «Правово-нормативна діяльність» Мінагропроду. Також була обрана членом Правління Державного фонду «Аграрне господарство». Також працює в Державному агентстві з метрологічного та технічного нагляду при Мінекономіки. Очолювала відділ «Договірно-правовий та правовий захист» ЕАД «Національна електрична компанія».
У травні 2017 року була призначена керівницею політичного кабінету віце-прем'єр-міністра з питань економічної та демографічної політики Валері Симеонова.
21 листопада 2018 році була обрана XLIV Національними зборами віце-прем'єр-міністеркою Республіки Болгарія з питань економічної та демографічної політики в третьому уряді Бойко Борисова.
24 липня 2020 р буда обрана XLIV Національними зборами міністеркою туризму.